# Línea 552 (Lomas de Zamora)
La línea 552 es una línea de colectivos del Partido de Lomas de Zamora. Une Banfield con el Cruce de Lomas e Ingeniero Budge.
La línea fue operada originalmente por la empresa Transportes Automotores General Las Heras S.R.L, pero actualmente es controlada junto a las líneas 540, 542, 548, 550, 551 y 553 por el Grupo Autobuses Buenos Aires S.R.L.

## Recorrido
La línea 552 tiene dos ramales que unen la estación de trenes de Banfield con la Universidad Nacional de Lomas de Zamora e Ingeniero Budge.

### Ramal A (Banfield - Cruce de Lomas)
- María de Ciaccio
- Leandro N. Alem
- French
- Av. Hipólito Yrigoyen
- Las Heras
- Las Tropas
- Lisandro de la Torre
- Urunday
- Intendente J. B. Tavano
- Copihue
- Iparraguirre
- Av. Juan XXIII
- Ruta Provincial 4

### Ramal B (Banfield - Quiroga)
- María de Ciaccio
- Leandro N. Alem
- French
- Av. Hipólito Yrigoyen
- Las Heras
- Las Tropas
- Lisandro de la Torre
- Urunday
- Intendente J. B. Tavano
- Copihue
- Iparraguirre
- Eibar
- Av. Facundo Quiroga
- Restelli

Ramal C (La Noria - Ruta 4)
Restelli 
Quiroga 
Barrio Santa Catalina 3(5 esquinas)
Villa Albertina 
Budge
Hospital Dr. Oscar Alen 
La Noria 

## Lugares de interés

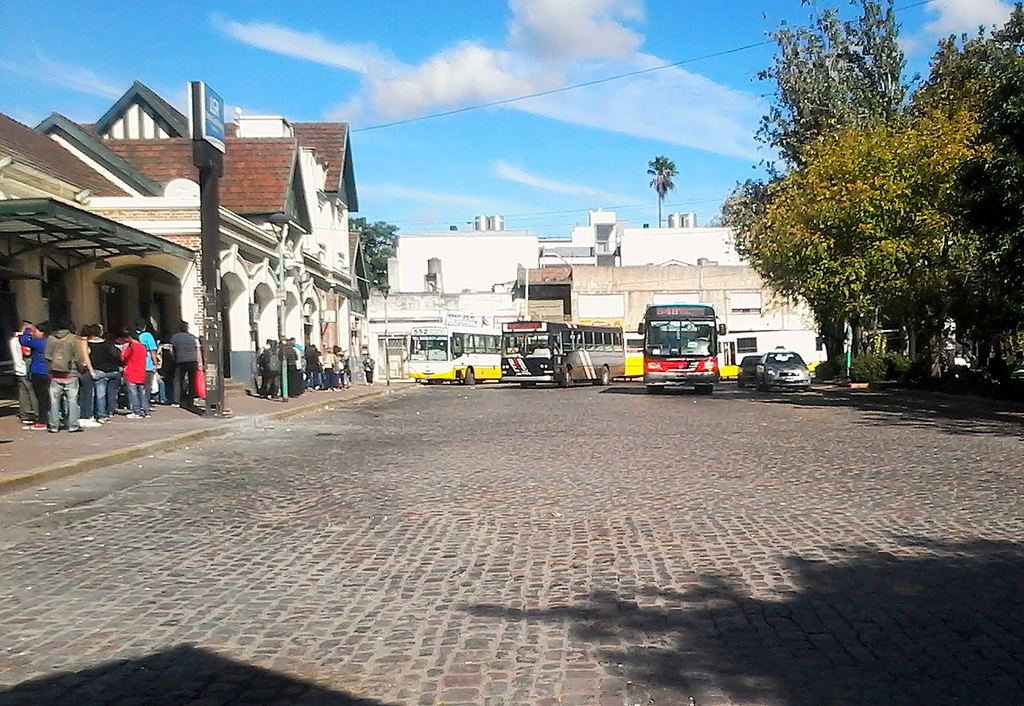
La línea 552 combina en su terminal con la estación Banfield.
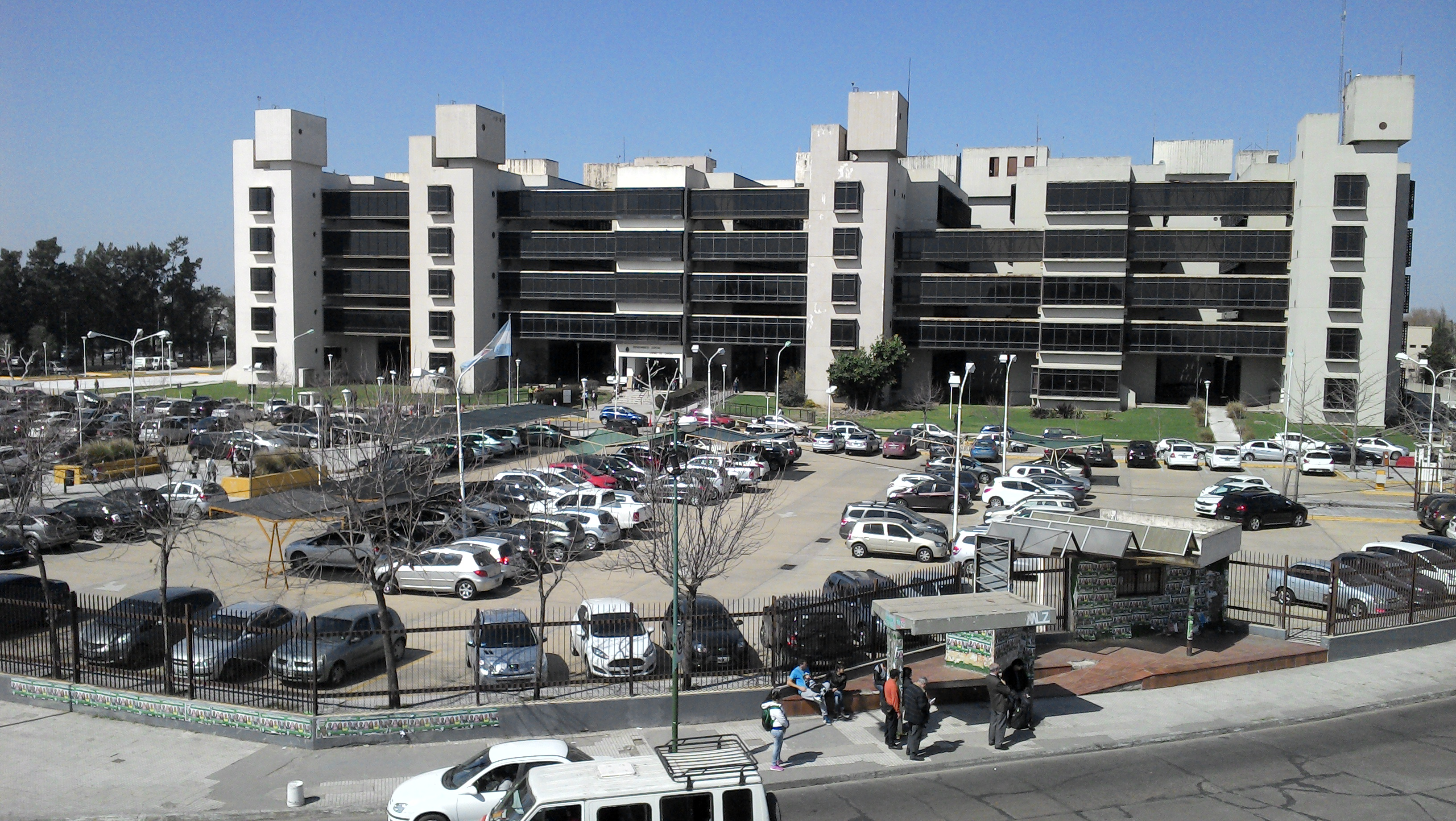
La línea pasa cerca del Palacio del Departamento Judicial de Lomas de Zamora.

## Pasajeros
| Año  | Pasajeros | Pasajeros por día | Variación |
| ---- | --------- | ----------------- | --------- |
| 2016 | 4 316 963 | 11 795            | 0,00%     |
| 2017 | 4 298 366 | 11 776            | 0,43%     |
| 2018 | 4 242 368 | 11 623            | 1,30%     |

Fuente: Ministerio de Transporte